# Liverpool Football Club 1946-1947
Questa voce raccoglie le informazioni riguardanti il Liverpool Football Club nelle competizioni ufficiali della stagione 1946-1947.

## Maglie e sponsor
Le divise per le gare interne divennero bordate di bianco, con colletto a girocollo.
| Casa | Trasferta |  |